# William Morris
William Morris (24. března 1834 Walthamstow u Londýna – 3. října 1896 Londýn) byl anglický textilní výtvarník, umělec, spisovatel a libertariánský socialista spjatý s Bratrstvem prerafaelitů a s hnutím Arts and Crafts. Společně s umělcem Edwardem Burne-Jonesem a básníkem Dantem Gabrielem Rosettim založil návrhářskou společnost, jejíž produkce hluboce ovlivnila výzdobu obydlí i kostelů v Anglii počátku 20. století; oživila také tradiční metody výroby a zpracování textilu.
Coby autor a ilustrátor se zájmem o středověké umění a literaturu stál u počátků žánru fantasy a měl přímý vliv na pozdější autory včetně J. R. R. Tolkiena. Zasazoval se také o památkovou péči. Jeho názory a tvorba byly často v opozici vůči industrialismu, a to i přes socialistickou a marxistickou orientaci v jeho zralém věku.
Je autorem rozsáhlé epické skladby The Earthly Paradise (Zemský ráj, 1868–1870).